# Boris Godál
Boris Godál (sinh 27 tháng 5 năm 1987) là một cầu thủ bóng đá Slovakia thi đấu cho Spartak Trnava ở vị trí trung vệ.

## Sự nghiệp câu lạc bộ
Vào tháng 2 năm 2013, Godál gia nhập câu lạc bộ Ba Lan Zagłębie Lubin với bản hợp đồng 2,5 năm.
Anh được chuyển đến Spartak Trnava vào tháng 6 năm 2015.